# Bonito (kommun i Brasilien, Pará)
Bonito är en kommun i Brasilien.   Den ligger i delstaten Pará, i den nordöstra delen av landet, 1 600 km norr om huvudstaden Brasília. Antalet invånare är 13 630.
I omgivningarna runt Bonito växer i huvudsak städsegrön lövskog. Runt Bonito är det glesbefolkat, med 19 invånare per kvadratkilometer.